# Mooroopna
Mooroopna ist eine Kleinstadt im Norden des australischen Bundesstaats Victoria mit ca. 8000 Einwohnern. Sie gehört zum Greater Shepparton City (LGA). Mooroopna ist bekannt als Zentrum des Obstbaus, vor allem Birnen.

## Lage und Klima
Mooroopna liegt am Goulburn River etwa vier Kilometer westlich der Stadt Shepparton auf einer Höhe von 115 m. Melbourne, die Hauptstadt von Victoria, liegt etwa 195 Kilometer (Fahrtstrecke) südlich; die am Murray River gelegene und ehemals wirtschaftlich bedeutende Stadt Echuca ist etwa 65 Kilometer in nordwestlicher Richtung entfernt.
Das Klima ist überwiegend warm bis heiß. Der insgesamt eher spärliche Regen (ca. 375 mm/Jahr) fällt übers Jahr verteilt.

## Wirtschaft

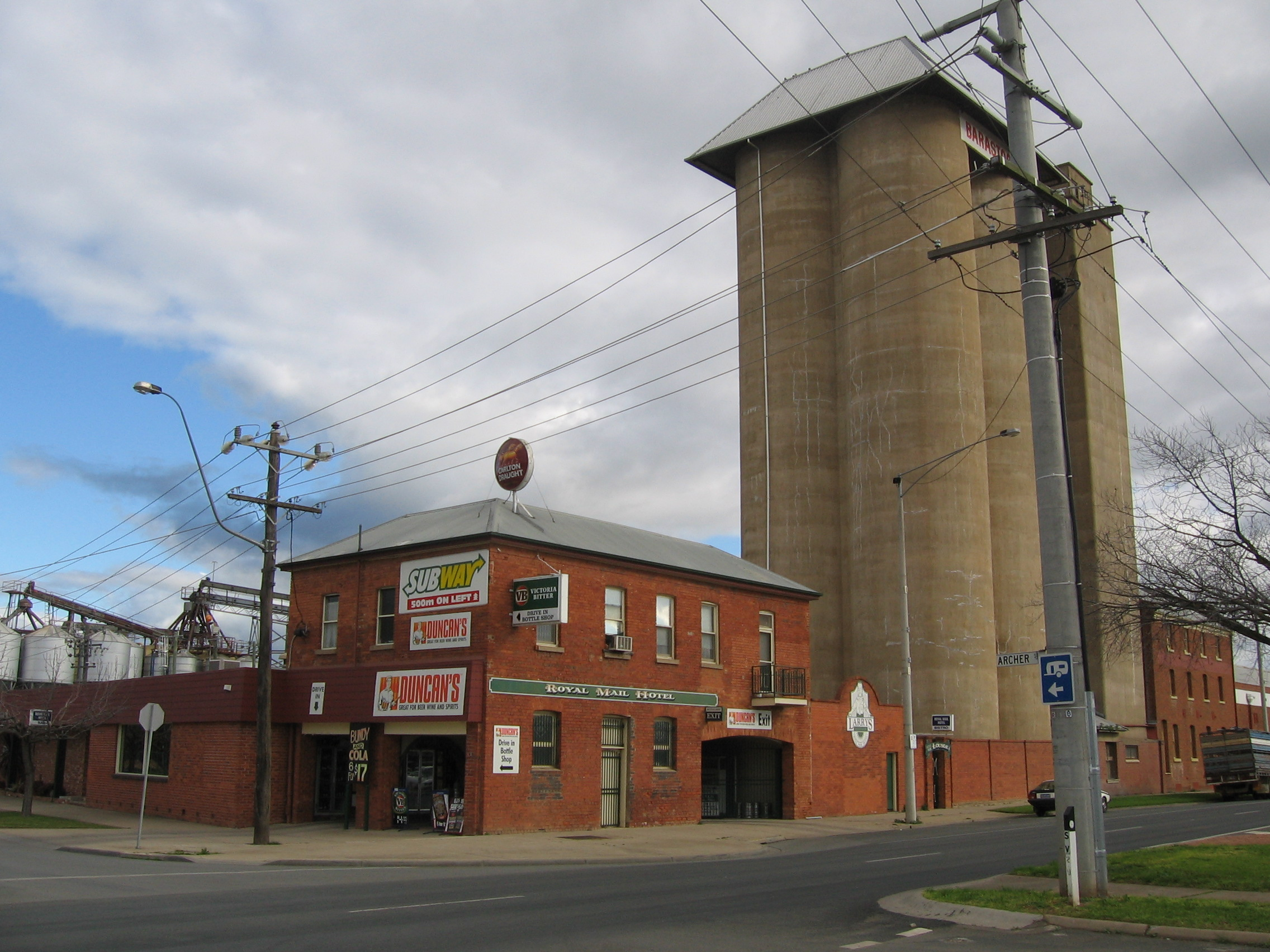
Hotel und Silo in Mooroopna

Große Flächen im Westen von Mooroopna und Ardmona bestehen aus Obstplantagen, die über Kanäle bewässert werden. Die geernteten Früchte werden in Konservenfabriken (zum Beispiel SPC Ardmona, der größte Produzent von Obstkonserven in Australien) für den Export weiterverarbeitet. Der Ort hat einen Bahnhof.

## Geschichte
Der erste europäische Siedler war William Simmonds Archer, der hier um das Jahr 1860 Land erwarb und Teile davon in der Folgezeit an weitere Siedler verkaufte. Im Jahr 1994 erfolgte der Anschluss Mooroopnas an Greater Shepparton City.

## Söhne und Töchter der Stadt
- Archie Roach (1956–2022), Sänger und Songschreiber